# Ralf Edström
Ralf Sigvard Edström (Degerfors, 1952. október 7. –) svéd válogatott labdarúgó.

## Pályafutása

### Klubcsapatban
Magas, erős csatár volt. Szülővárosában kezdett futballozni, profi pályafutása alatt három svéd csapatban is játszott, ezen kívül Hollandiában, Belgiumban és Franciaországban is megfordult. Rendkívül sikeres  volt klubcsapataival, pályafutása alatt négy bajnoki címet és öt kupagyőzelmet ünnepelhetett. Remek góllövő volt, 20 évesen már gólkirály volt a svéd bajnokságban. Kétszer választották az év svéd labdarúgójává.

### A válogatottban
20 évesen mutatkozott be a válogatottban egy Szovjetunió elleni mérkőzésen (4–4). Nyolc év alatt negyvenszer játszott a svéd nemzeti csapatban, két világbajnokságon is szerepelt. Az 1974-es vb-n hatszor lépett pályára és négy gólt szerzett, ezzel tevékeny résztvevője volt a végül 5. helyen végző csapat sikerének. Többek között az ő góljával vezetett hosszú ideig az NSZK ellen Svédország a második csoportkör sorsdöntő mérkőzésén.(A végeredmény 4–2 lett a németek javára, így ők játszották a vb döntőjét, Svédország pedig nem játszhatott éremért.) Az 1978-as vb-n háromszor játszott. Utolsó válogatottsága az itteni Spanyolország elleni mérkőzés volt (0–1).

### Pályafutása után
Miután aktív sportolói pályafutását befejezte, a svéd rádiónál helyezkedett el riporterként.

## Sikerei, díjai
- Svéd bajnok: 1972
- Holland bajnok: 1975, 1976
- Francia bajnok: 1982
- Svéd kupagyőztes: 1971, 1979
- Holland kupagyőztes: 1974, 1976
- Belga kupagyőztes: 1981
- Az év svéd labdarúgója: 1972, 1974
- Svéd gólkirály: 1972

## Statisztikák

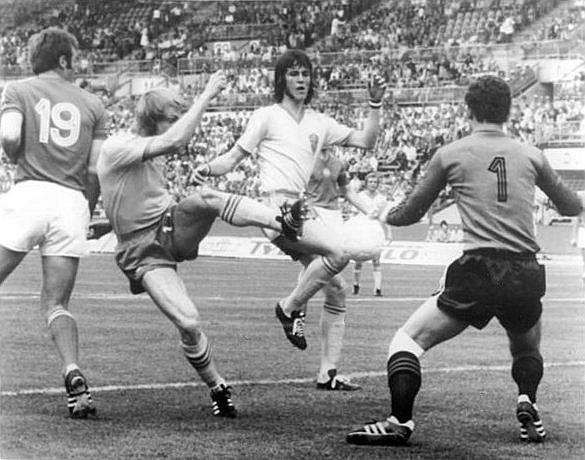
Edström középen fehérben a Bulgária elleni mérkőzésen az 1974-es vb-n (0–0)

### Klubcsapatokban
Forrás: national-football-teams.com
| Klub                                           | Klub           | Klub          | Bajnokság  | Bajnokság  |
| Szezon                                         | Klub           | Bajnokság     | Mérk.      | Gól        |
| Svédország                                     | Svédország     | Svédország    | Svédország | Svédország |
| ---------------------------------------------- | -------------- | ------------- | ---------- | ---------- |
| 1971                                           | Åtvidaberg FF  | Allsvenskan   | 22         | 6          |
| 1972                                           | Åtvidaberg FF  | Allsvenskan   | 19         | 16         |
| 1973                                           | Åtvidaberg FF  | Allsvenskan   | 11         | 6          |
| Hollandia                                      |                |               |            |            |
| 1973/74                                        | PSV Eindhoven  | Eredivisie    | 33         | 19         |
| 1974/75                                        | PSV Eindhoven  | Eredivisie    | 32         | 16         |
| 1975/76                                        | PSV Eindhoven  | Eredivisie    | 29         | 15         |
| 1976/77                                        | PSV Eindhoven  | Eredivisie    | 18         | 5          |
| Svédország                                     |                |               |            |            |
| 1977                                           | IFK Göteborg   | Allsvenskan   | 8          | 4          |
| 1978                                           | IFK Göteborg   | Allsvenskan   | 17         | 6          |
| 1979                                           | IFK Göteborg   | Allsvenskan   | 12         | 4          |
| Belgium                                        |                |               |            |            |
| 1979/80                                        | Standard Liège | Division I    | 31         | 18         |
| 1980/81                                        | Standard Liège | Division I    | 20         | 9          |
| Franciaország                                  |                |               |            |            |
| 1981/82                                        | Monaco         | Division 1    | 35         | 15         |
| 1982/83                                        | Monaco         | Division 1    | 14         | 1          |
| Svédország                                     |                |               |            |            |
| 1983                                           | Örgryte        | Allsvenskan   | 21         | 7          |
| 1984                                           | Örgryte        | Allsvenskan   | 18         | 3          |
| 1985                                           | Örgryte        | Allsvenskan   | 17         | 6          |
| Összes mérkőzés (beleértve a kupameccseket is) | Svédország     | Svédország    | 145        | 58         |
| Összes mérkőzés (beleértve a kupameccseket is) | Hollandia      | Hollandia     | 161        | 71         |
| Összes mérkőzés (beleértve a kupameccseket is) | Belgium        | Belgium       | 51         | 27         |
| Összes mérkőzés (beleértve a kupameccseket is) | Franciaország  | Franciaország | 49         | 16         |
| Összesen                                       | Összesen       | Összesen      | 406        | 172        |

### A válogatottban
Forrás: national-football-teams.com
| Válogatott | Év       | Mérk. | Gól |
| ---------- | -------- | ----- | --- |
| Svédország | 1972     | 6     | 8   |
| Svédország | 1973     | 9     | 1   |
| Svédország | 1974     | 9     | 4   |
| Svédország | 1975     | 5     | 2   |
| Svédország | 1976     | 2     | 0   |
| Svédország | 1977     | 2     | 0   |
| Svédország | 1978     | 2     | 0   |
| Svédország | 1980     | 5     | 0   |
| Összesen   | Összesen | 40    | 15  |